# 出公 (杞)
出公（しゅつこう、生年不詳 - 紀元前449年）は、春秋時代の杞の君主。姓は姒、名は欶。湣公の子。紀元前461年、叔父の哀公が死去すると、後を嗣いで杞国の君主となった。紀元前449年、死去した。在位12年。